# جاز ساحل غربی
جاز ساحل غربی (انگلیسی: West Coast jazz) به سبکی از جاز که دهه ۱۹۵۰، در لس‌آنجلس و سانفرانسیسکو رواج یافت گفته می‌شود. جاز ساحل غربی عموماً به عنوان زیرگونه‌ای از کول جز شناخته می‌شود و نسبت به هارد باپ و بیباپ حال و هوایی آرام‌تر دارد.
از هنرمندان برجستهٔ این سبک می‌توان به چت بیکر و جری مالیگن اشاره کرد.